# 荻野屋
株式会社荻野屋（おぎのや）は、群馬県安中市松井田町横川に本店を置く弁当製造販売業を手掛ける会社。「おぎのや」の名で駅弁「峠の釜めし」を製造・販売している。関連会社に、サービスエリア内の飲食店やドライブインの運営を行う「株式会社おぎのやドライブイン」などがある。

## 会社概要
1885年（明治18年）に信越本線の横川駅前に本店を構え創業。
信越本線の横川駅 - 軽井沢駅間は碓氷峠の険難に阻まれており、専用の補助機関車を連結して運転していた。1963年（昭和38年）7月15日のラック式鉄道（アプト式）廃止までは機関車をED42形電気機関車などへ付け替えるため、同年7月15日の粘着式鉄道への切り替えから1997年（平成9年）10月1日に北陸新幹線の高崎駅 - 長野駅間が開業するまでの間はEF63形電気機関車の連結を行うため、全ての列車が当駅に長時間停車していた。従って、当駅は駅弁を販売するに適していた。駅弁を売り終え、列車が発車する際には、販売員一同が整列し、列車がホームを去るまで深々とお辞儀をするのがお決まりであった。
業績は必ずしも好調ではなかったが、1957年（昭和32年）に「峠の釜めし」を発売してヒットを飛ばしたことにより、脚光を浴びるようになった。
1967年（昭和42年）には当時の同社経営者をモデルとしたテレビドラマ『土曜劇場「釜めし夫婦」』がフジテレビ系列で放映された。この作品が「峠の釜めし」と「おぎのや」の存在を全国に知らしめた。
自動車社会の到来にあわせ、国道18号脇に工場兼ドライブインを建設する拡大路線をとり、軽井沢へ向かう多くの観光バスが食事休憩に立ち寄る名所にまで成長させた。上信越自動車道開通後はサービスエリアや軽井沢各所への出店により、横川を経由しない自動車の流れにも対応している。ドライブイン展開の経営路線はその後拡大され、長野県各所にドライブインを有している。

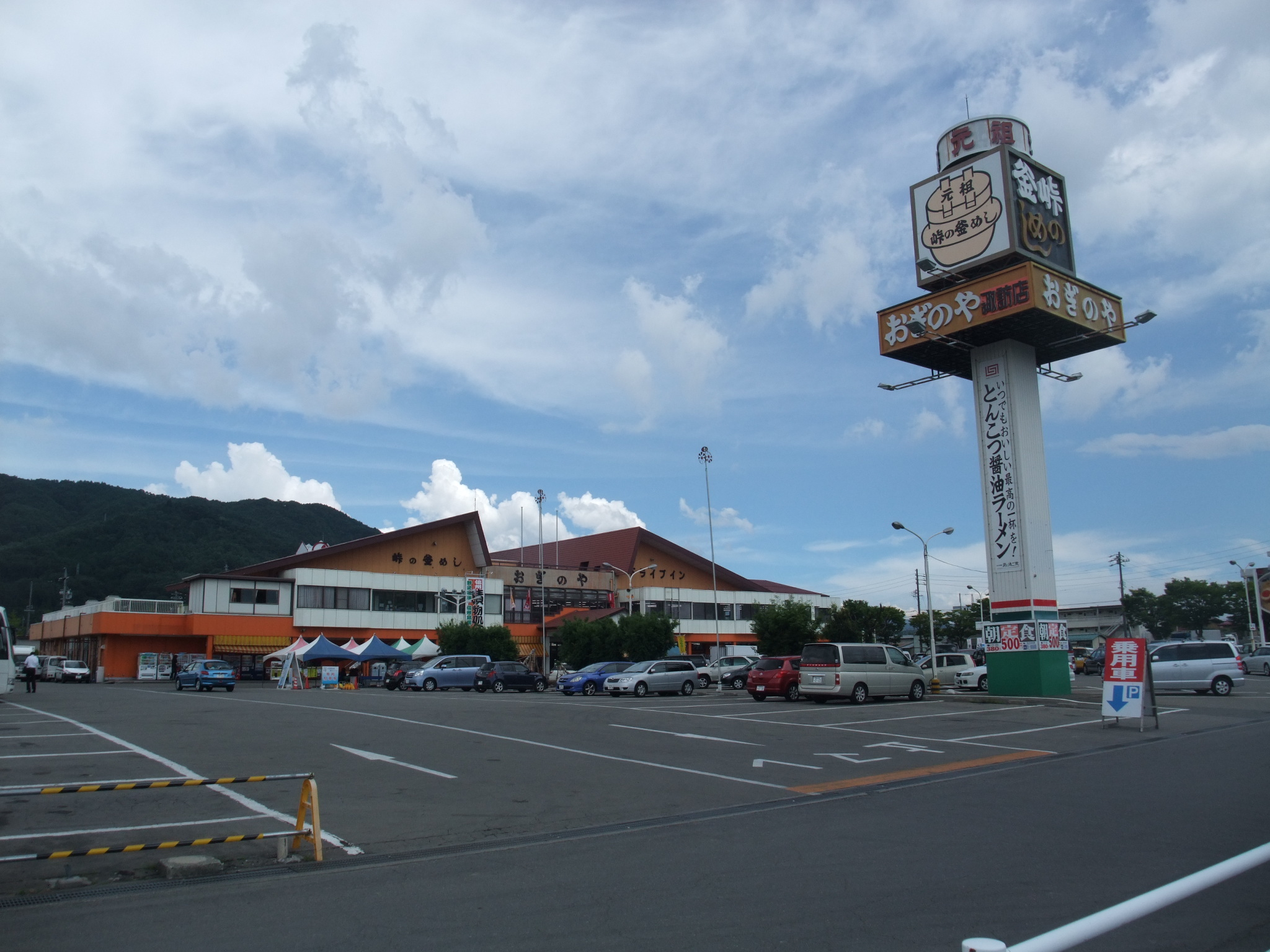
諏訪インターチェンジ近くにある「峠の釜めし本舗 おぎのや諏訪店（おぎのやドライブイン諏訪インター店）」

北陸新幹線の先行開業にともなう横川 - 軽井沢駅間の廃止により動向が懸念されたが、このように横川駅での駅弁販売以外の売り上げを7割以上に高めていたことにより、経営への影響は最小限であった。

## 沿革
- 1885年（明治18年）10月15日 - 創業。横川駅で構内営業開始。駅弁「おむすび」販売開始。
- 1937年（昭和12年）7月8日 - 高見澤勝一、2代目社長に就任。
- 1946年（昭和21年）8月12日 - 高見澤一重、3代目社長に就任。
- 1947年（昭和22年） - さつま芋弁当、コロッケ販売開始。
- 1948年（昭和23年） - イカの鉱泉漬焼販売開始。
- 1949年（昭和24年） - 紅茶（砂糖入手不能で塩入り）販売開始。
- 1950年（昭和25年） - 特選米「幕の内弁当」販売開始。
- 1951年（昭和26年）5月12日 - 高見澤みねじ、4代目社長に就任。
- 1957年（昭和32年）
  - 高見澤みねじ、「峠の釜めし」を創案。
  - 11月1日 - 厚生大臣賞受賞。
- 1958年（昭和33年）
  - 2月1日 - 「峠の釜めし」を横川駅で発売開始[4]。
  - 10月18日 - 昭和天皇が富山の第13回国民体育大会に行幸した折に、横川駅で「峠の釜めし」を列車に積み込む。
- 1961年（昭和36年） - 髙島屋横浜店駅弁大会に「峠の釜めし」出品。
- 1962年（昭和37年）4月20日 - 国道18号沿いの横川駅南側に「峠の釜めしドライブイン」（後のおぎのやドライブイン横川店）を開店。
- 1964年（昭和39年）10月29日 - 有限会社から株式会社に改組。
- 1967年（昭和42年）6月 - 高見澤みねじをモデルにしたテレビドラマ「釜めし夫婦」（フジテレビ土曜劇場）放映。「峠の釜めし」の知名度が全国区となる。
- 1978年（昭和53年）
  - 3月29日 - 新築おぎのやドライブイン横川店開店。全面改築し、大型浄化槽完成。
  - 10月1日 - 株式会社おぎのやドライブイン発足。高見澤忠顕、社長に就任。
- 1979年（昭和54年）3月25日 - 4代目社長・高見澤みねじ、株式会社おぎのや会長に就任。高見澤恭子、株式会社おぎのや5代目社長に就任。
- 1980年（昭和55年）7月1日 - 軽井沢店開店。
- 1983年（昭和58年）
  - 4月21日 - おぎのやドライブイン諏訪インター店開店。
  - 9月17日 - 会長の高見澤みねじ、死去。
- 1985年（昭和60年）7月12日 - おぎのやドライブイン横川店施設内外を全面改装。
- 1993年（平成5年）3月27日 - 上信越自動車道（上り線）横川サービスエリア店開店[1]。
- 1994年（平成6年）7月20日 - 上信越自動車道佐久インター前、おぎのやドライブイン佐久乃おぎのや（おぎのや佐久店）開店。
- 1995年（平成7年）7月15日 - 「峠の釜めし」製造工場（セントラルキッチン）がおぎのやドライブイン横川店隣接地にオープン。
- 1996年（平成8年）12月1日 - 「峠の釜めし」累計販売個数1億個達成。
- 1997年（平成9年）
  - 1月20日 - 上信越自動車道長野インターそばに「おぎのやドライブイン長野店」開店[5]。
  - 10月1日 - JR信越本線 横川 - 軽井沢間廃止にともない、横川駅が終着駅となる。北陸新幹線先行開業。高崎 - 軽井沢間で「峠の釜めし」車内販売開始（日本レストランエンタプライズへ販売を委託）。
- 1999年（平成11年）10月 - 諏訪インター店厚生労働大臣賞受賞。
- 2004年（平成16年）11月 - 米国カリフォルニア州で行なわれた「全国有名駅弁大会」に参加。海外で初めて「峠の釜めし」を製造販売。4日間で2千食を完売。
- 2009年（平成21年）
  - 10月1日 - 「峠の釜めし」累計販売個数1億5千万個突破。
  - 10月 - セントラルキッチン厚生労働大臣賞受賞。
- 2010年（平成22年）
  - 10月 - 長野店 厚生労働大臣賞受賞。
  - 12月 - セントラルキッチン群馬県食品自主衛生管理認証を取得。
- 2015年（平成27年）10月31日 - おぎのやドライブイン佐久乃おぎのや（おぎのや佐久店）閉店。
- 2017年（平成29年） - 荻野屋東京（東京支店）を開設し、4月20日にGINZA SIXに東京初の店舗を出店。
- 2019年（令和元年）12月 - 東京都杉並区に自社工場（荻野屋八幡山、店舗併設）を開設[6]。
- 2021年（令和3年）
  - 7月31日 - 上信越自動車道 (下り線) 東部湯の丸サービスエリア店開店。
  - 8月31日 - おぎのや長野店が閉店[7]。
  - 9月 - 長野店の閉店にともない、ユニクロ長野南店前でキッチンカーでの販売を開始[8]。

## 店舗・営業所
店舗一覧参照

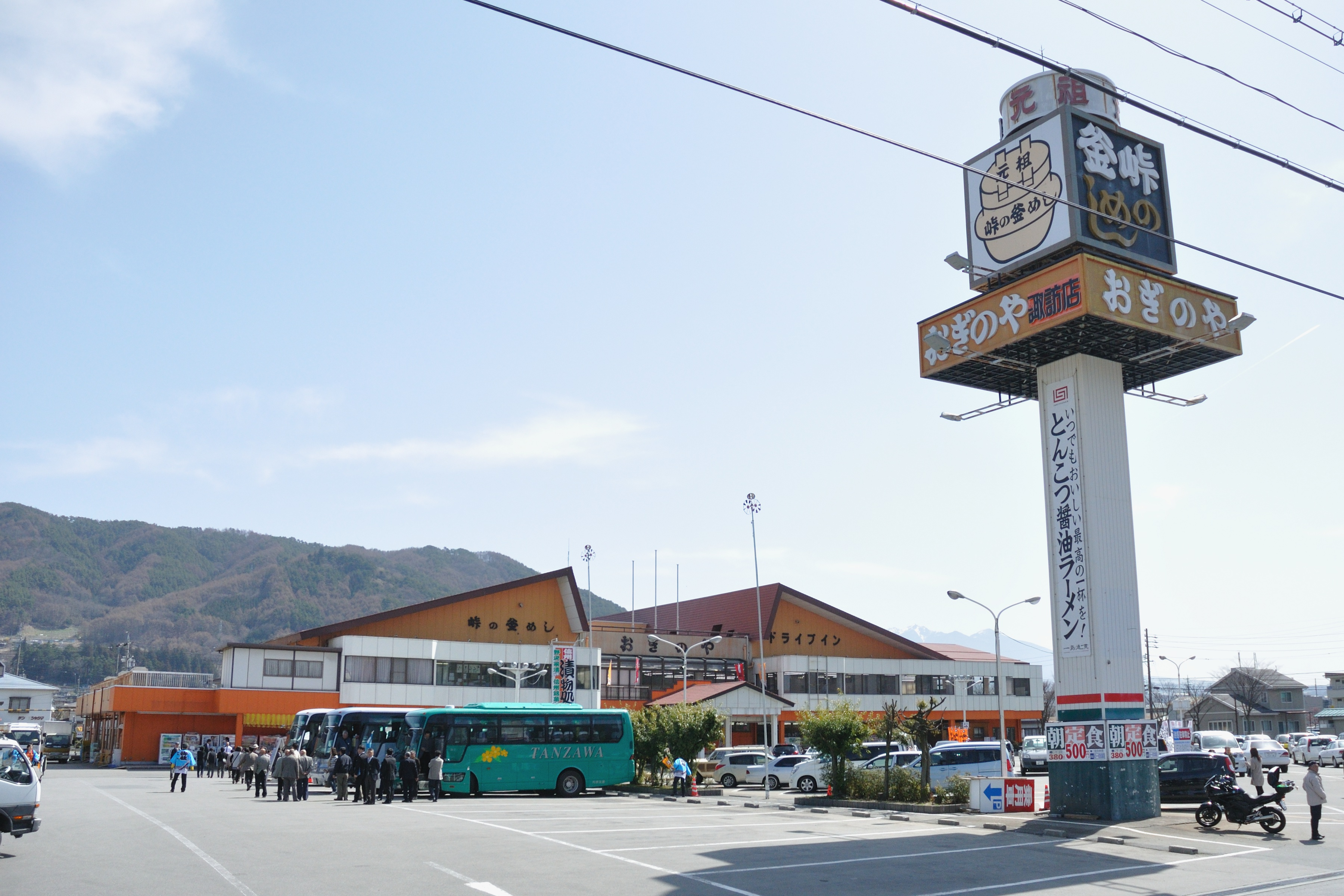
諏訪店

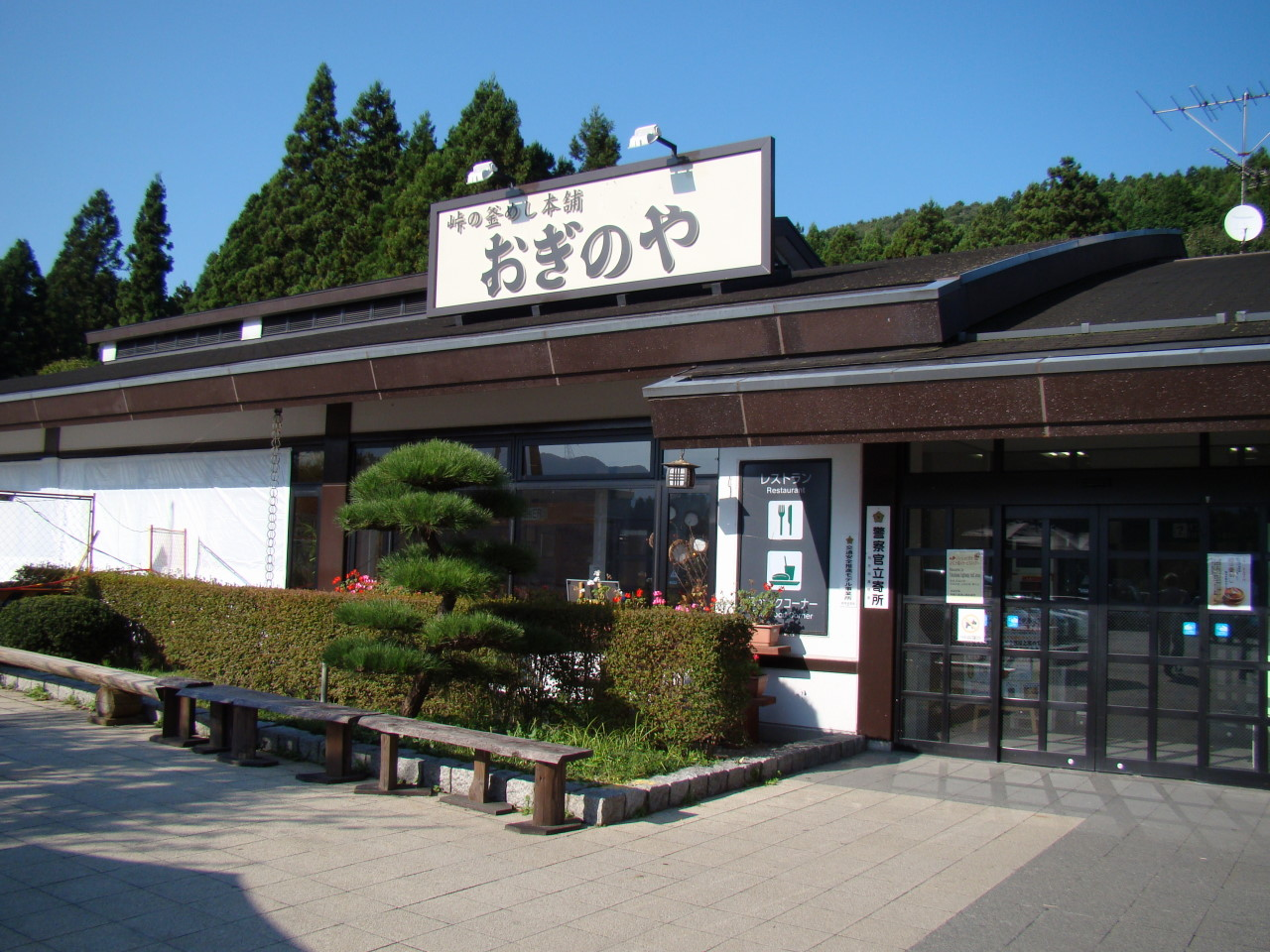
横川サービスエリア店

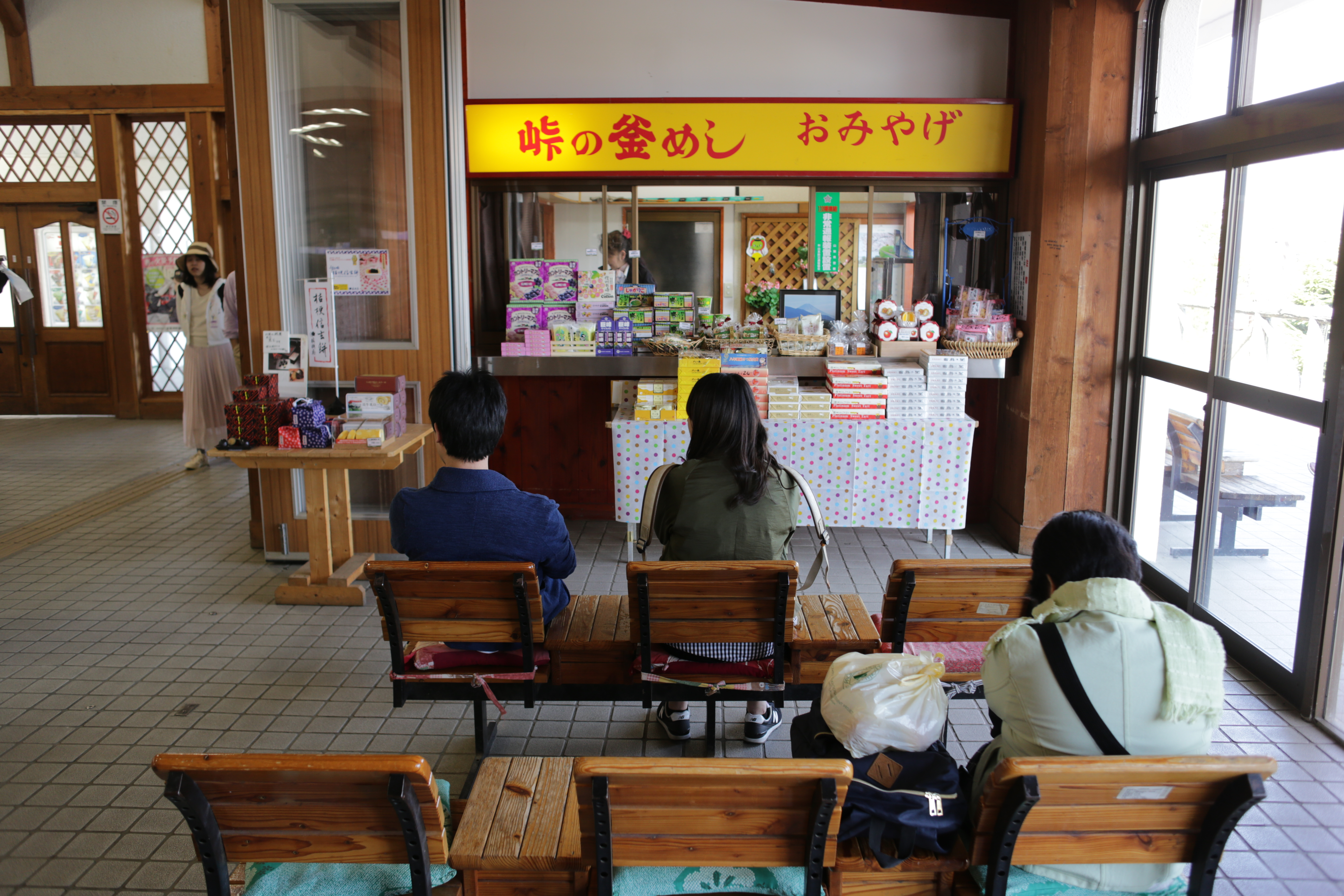
清里店

また百貨店やスーパーマーケットなどの「駅弁フェア」や鉄道イベントなどに随時臨時出店しており、日本全国に弁当を出荷している。

## 主な商品

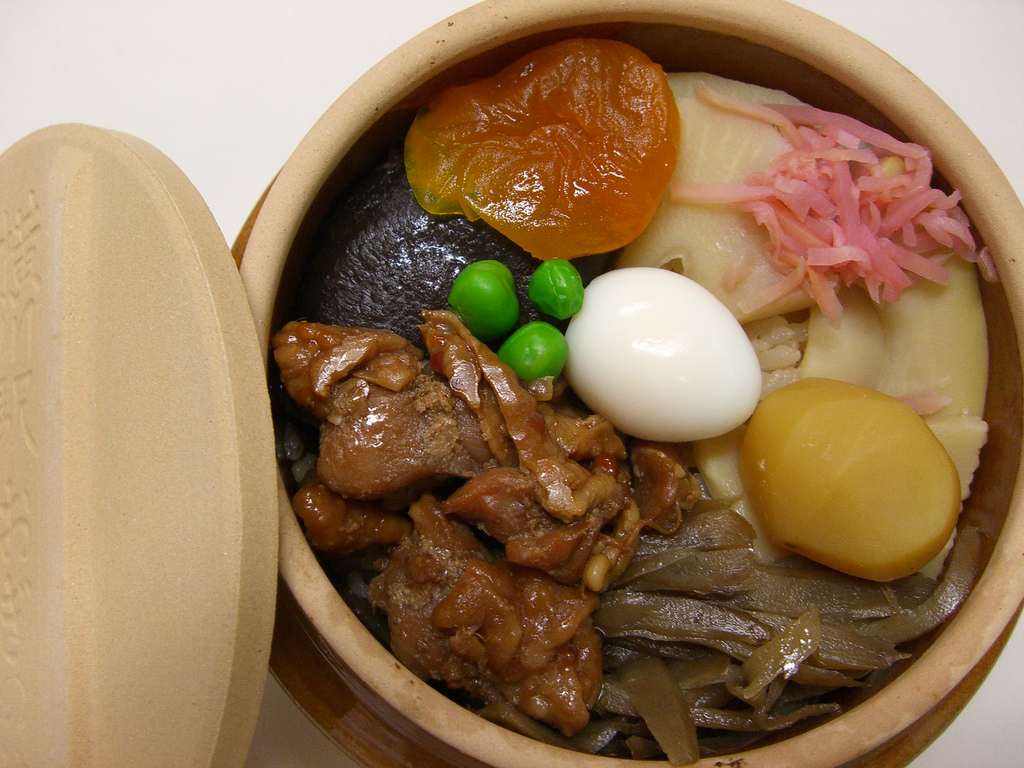
峠の釜めし

- 峠の釜めし：益子焼の釜に炊き込みご飯と具を詰めた弁当。
- 玄米弁当：玄米ご飯と和風のおかずをまとめたもの。
- 釜アイス：釜飯の釜を小さくしたような容器に入れたアイスクリーム。

この他にもいろいろなお弁当がある。また、団体客用の料理も提供している。
そして、お弁当以外にもパン屋などが前橋駅や横川サービスエリアがあり、釜めしパンなどが売られている。